# Werner Schingnitz
Werner Schingnitz (* 22. September 1899 in Olbernhau; † 30. Oktober 1953 in Göttingen) war ein deutscher Philosoph.

## Leben
Nach Besuch der Thomasschule zu Leipzig leistete Schingnitz 1917/18 einen einjährigen Kriegseinsatz. Das 1919 begonnene Studium der Philosophie und Naturwissenschaften in Universität Leipzig schloss er 1923 mit einer Dissertation bei Hans Driesch über „Das Problem der philosophischen Methodenlehre und Kants Prolegomena“ ab. Schingnitz, der die Bibliothek des Philosophischen Instituts seit 1920 ehrenamtlich betreut hatte, wurde 1925 Assistent bei Driesch. Dieser setzte die Habilitation mit dem Thema „Prolegomena zu einer Logik als Lehre von der vorbegrifflichen Gegenständlichkeit“ gegen den Willen von Theodor Litt und Felix Krueger in der Fakultät durch. Das Verfahren wurde allerdings erst 1931 abgeschlossen. Die Kritiker hielten Schingnitz inhaltsleeren Formalismus und sprachliche Unzulänglichkeiten vor.
Schingnitz war anschließend ab 1926 als Privatdozent für Philosophie in Leipzig am Lehrstuhl von Driesch tätig. Seine wissenschaftliche Tätigkeit konzentrierte sich auf die Bearbeitung der Abteilung „Philosophie, Psychologie, Weltanschauung“ des Literarischen Zentralblatts und die darin veröffentlichten Jahresberichte. Von 1932 bis 1938 gab er die Reihe „Studien und Bibliographien zur Gegenwartsphilosophie“ heraus.
In der Weimarer Zeit hatte Schingnitz Kontakte zum Kreis um Ernst Niekisch und zum Stahlhelm. Mit der „Machtergreifung“ trat er jedoch im März 1933 in die NSDAP ein, wurde Pressewart in der NSBO-Zelle der Universität, 1934 Stabsleiter der Gaufachschaft 1 (Hochschule) im NSLB Sachsen (1935 wieder ausgetreten), Fachberater für Weltanschauung und Philosophie in der Kulturphilosophischen Abteilung der Kreisleitung, Redner für verschiedene Parteiformationen und Bezirksschulungsleiter im Technikerverband der DAF. Im März 1933 unterzeichnete er die Erklärung von 300 Hochschullehrern für Adolf Hitler, im November 1933 das Bekenntnis der Professoren an den deutschen Universitäten und Hochschulen zu Adolf Hitler und dem nationalsozialistischen Staat. 1935/36 gab es in der Fakultät Überlegungen, für Schingnitz eine Ernennung zum nichtbeamteten ao. Professor zu beantragen. Mit Ausnahme des emeritierten Driesch und von Hermann Schneider sprachen sich die Dozenten gegen ihn aus, weil er neben fachlichen Mängeln übereifrig, opportunistisch und disziplinlos gewesen sei. Den am Ende gestellten Antrag lehnte 1938 der Gauleiter ab, weil Schingnitz seine Parteiaktivitäten weitgehend eingestellt und sich für die Deutsche Glaubensbewegung engagiert hatte.

## Philosophisches Wörterbuch
Schingnitz Name ist eng verbunden mit der von ihm und Joachim Schondorff neu bearbeiteten 10. Auflage des Philosophischen Wörterbuchs bei Kröner (Stuttgart 1943), die voll von nationalsozialistischen Verzerrungen und Tiraden ist. Beispiele:
- Henri Bergson: „…, wirkte im Weltkrieg in Rede und Schrift als Chauvinist […]. B. gilt fälschlich als Vorkämpfer der Lebensphilosophie gegen die Übergriffe des Rationalismus auf Grund seiner Lehre, daß sich das Denken des Gehirns nur als eines automatischen Werkzeuges bediene […]. In Wirklichkeit ist B. jedoch der Vertreter einer naturalistischen, ja positivistischen jüdischen Mystik, die uns so wesensfremd ist, daß es erst der Plagiierung deutscher Gedanken (Schopenhauer!) bedurfte, um diesen Denker in Deutschland ‚interessant’ zu machen und ihn als Lebensphilosophen zu importieren.“
- Ernst Cassirer: „… gehörte der Marburger Schule an, ohne als sog. „Neukantianer“ der Erscheinung Kants gerecht zu werden. Auch in seinen philosophisch-literaturhistorischen Arbeiten zur dt. Klassik bewies er nur die Unfruchtbarkeit des jüd. Geistes, der konkrete historische Gestalten nicht zu erfassen vermag.“
- Hermann Cohen: „… C.s Moralphilosophie gipfelt im Bekenntnis zum freimaurerischen Humanismusideal. Später wandte sich C. völlig der jüdischen Theologie und Kulturpolitik zu und bediente sich dabei der Ideologie des „auserwählten Volkes“, lehnte jedoch den Zionismus ab, obschon er den Talmud verteidigte.“
- Edmund Husserl: „… Mit seinem späteren Lehren trug er wesentlich zur Überfremdung der dt. Philosophie durch abstraktes Denken bei … H’s Lehre ist uneinheitlich; ihre Wirksamkeit beruhte nicht zuletzt in dem Anschein des Anti-Intellektualismus, der wirklichen Sachlichkeit, den sie sich gab, während in Wirklichkeit in ihrer angeblich wissenschaftl.-sachl. „Wesensschau“ doch gerade ein typisch jüdischer Rationalismus Triumphe feiert und jede gewachsene Wirklichkeit entwertet.“

Neben dieser Verunglimpfung anerkannter, dem Nationalsozialismus nicht passender Philosophen enthält diese 10. Auflage des Lexikons lobende Artikel für die in der NS-Hierarchie maßgeblichen Philosophen wie Alfred Baeumler, Houston Stewart Chamberlain, Martin Heidegger, Hans Heyse, Ernst Krieck, Alfred Rosenberg oder Erich Rothacker. Nach Ende des Zweiten Weltkrieges wurde es in der Sowjetischen Besatzungszone auf die Liste der auszusondernden Literatur gesetzt.

## Sonstiges
Schingnitz war von 1934 bis 1936 mit der Kunstmalerin und Schriftstellerin Ada von Boeselager verheiratet.

## Schriften
- Mensch und Begriff. Beitrag zur Theorie der logischen Bewältigung der Welt durch den Menschen, Leipzig: Hirzel, 1935.
- Logik und Logos. Beitrag zur Lehre vom welthaften Begriff, Leipzig: Hirzel, 1936.